# Ryūichi Tanabe
Ryūichi Tanabe (jap. 田邊 隆一 Tanabe Ryūichi; ur. 9 marca 1948 w Ayabe)) – japoński dyplomata. 
Ukończył Tokyo University for Foreign Studies (1970) oraz Uniwersytet Frankfurcki (Johann Wolfgang Goethe-Universität Frankfurt am Main, 1973). 
Na służbie zagranicznej od 1970 roku. Pracował na różnych stanowiskach w japońskim Ministerstwie Spraw Zagranicznych oraz na placówkach dyplomatycznych. Był m.in. konsulem generalnym w Monachium (1994–1997), ambasadorem nadzwyczajnym i pełnomocnym w Serbii i Czarnogórze (2003–2005) oraz ambasadorem w Polsce (2006-2009). 

## Odznaczenia
- Wielka Złota Odznaka Honorowa z Gwiazdą za Zasługi dla Republiki Austrii (1994)[1]
- Order Jugosłowiańskiej Gwiazdy I klasy (2005)[1]
- Krzyż Komandorski z Gwiazdą Orderu Zasługi Rzeczypospolitej Polskiej (2009)[2].
- Wielki Krzyż Zasługi Orderu Zasługi Republiki Federalnej Niemiec (1991)[1]